# PowerBook 1400
De PowerBook 1400c en de PowerBook 1400cs zijn laptops van de Amerikaanse fabrikant Apple die vanaf oktober 1996 aangeboden werden. De twee modellen verschillen alleen qua scherm: de 1400c heeft een actief matrix lcd-kleurenscherm, de 1400cs heeft een goedkoper passief matrix lcd-kleurenscherm.
Na de introductie van de krachtigere PowerBook 3400c in februari 1997 werd de 1400 het instapmodel van de PowerBook-reeks en bleef dat tot zijn stopzetting in mei 1998. De 1400 werd opgevolgd door de eerste generatie PowerBook G3.

## Ontwerp
De PowerBook 1400 werd oorspronkelijk uitgebracht met een 117 MHz PowerPC 603e-processor, in juli 1997 werd een 133 MHz-processor toegevoegd en in december een 166 MHz-processor.
Het optionele 6× cd-rom-station is een verwisselbare module vergelijkbaar met het systeem dat ontwikkeld werd voor de PowerBook 5300. Andere modules zijn onder meer een Zip-drive, een extra harde schijf en een standaard diskettestation van 1,4 MB. Het 133 MHz-model was beschikbaar met een 8× cd-rom, het 166 MHz-model met een 12× cd-rom.
De 1400 was gemakkelijk te upgraden: geheugenmodules kunnen op elkaar worden aangesloten (een functie die uniek is voor de 1400), waardoor het gebruik van meer RAM mogelijk is. De CPU bevindt zich op een verwijderbare dochterkaart die kan vervangen worden door een kaart met een snellere processor, waaronder een aantal kaarten met een PowerPC G3-processor van leveranciers zoals Sonnet Technologies, NewerTech en Vimage.
Naast de twee PC Card-sleuven bevatte de 1400 ook een intern uitbreidingsslot. Hoewel er weinig kaarten voor ontwikkeld zijn, heeft Apple wel een eigen videokaart uitgebracht die een grotere hoeveelheid VRAM en een externe videopoort bevatte. Andere uitbreidingskaarten waren onder meer een videokaart van derden evenals een relatief zeldzame Ethernet-netwerkkaart.
Een deel van het grijze deksel van de 1400 kon vervangen worden door een stuk doorzichtig plastic waaronder men zijn eigen ontwerpen kon plaatsen om de laptop te personaliseren.

## Specificaties
|                             |                                | PowerBook 1400cs                                  | PowerBook 1400cs                                  | PowerBook 1400cs                                  | PowerBook 1400c                                   | PowerBook 1400c                                   | PowerBook 1400c                                   |
| --------------------------- | ------------------------------ | ------------------------------------------------- | ------------------------------------------------- | ------------------------------------------------- | ------------------------------------------------- | ------------------------------------------------- | ------------------------------------------------- |
| Processor                   | type                           | PowerPC 603e                                      | PowerPC 603e                                      | PowerPC 603e                                      | PowerPC 603e                                      | PowerPC 603e                                      | PowerPC 603e                                      |
| Processor                   | snelheid                       | 117 MHz                                           | 133 MHz                                           | 166 MHz                                           | 117 MHz                                           | 133 MHz                                           | 166 MHz                                           |
| ROM-grootte                 | ROM-grootte                    | 4 MB                                              | 4 MB                                              | 4 MB                                              | 4 MB                                              | 4 MB                                              | 4 MB                                              |
| Databus                     | Databus                        | 64-bit                                            | 64-bit                                            | 64-bit                                            | 64-bit                                            | 64-bit                                            | 64-bit                                            |
| RAM-type                    | RAM-type                       | 70 ns DRAM-kaart                                  | 70 ns DRAM-kaart                                  | 70 ns DRAM-kaart                                  | 70 ns DRAM-kaart                                  | 70 ns DRAM-kaart                                  | 70 ns DRAM-kaart                                  |
| RAM-geheugen                | standaard                      | 12-16 MB                                          | 16 MB                                             | 16 MB                                             | 16 MB                                             | 16 MB                                             | 16 MB                                             |
| RAM-geheugen                | maximum                        | 60-64 MB                                          | 64 MB                                             | 64 MB                                             | 64 MB                                             | 64 MB                                             | 64 MB                                             |
| Beeldscherm                 | grootte                        | 29 cm (11,3 inch)                                 | 29 cm (11,3 inch)                                 | 29 cm (11,3 inch)                                 | 29 cm (11,3 inch)                                 | 29 cm (11,3 inch)                                 | 29 cm (11,3 inch)                                 |
| Beeldscherm                 | kleuren                        | 16-bit kleur bij een resolutie van 800×600 pixels | 16-bit kleur bij een resolutie van 800×600 pixels | 16-bit kleur bij een resolutie van 800×600 pixels | 16-bit kleur bij een resolutie van 800×600 pixels | 16-bit kleur bij een resolutie van 800×600 pixels | 16-bit kleur bij een resolutie van 800×600 pixels |
| Beeldscherm                 | technologie                    | passief matrixscherm                              | passief matrixscherm                              | passief matrixscherm                              | actief matrixscherm                               | actief matrixscherm                               | actief matrixscherm                               |
| Opslag                      | Standaard harde schijf (ATA-2) | 750 MB of 1 GB                                    | 1,3 GB                                            | 1,3 GB                                            | 750 MB of 1 GB                                    | 1 of 1,3 GB                                       | 2 GB                                              |
| Opslag                      | standaard diskettestation      | 3,5 inch, 1,44 MB (manueel)                       | 3,5 inch, 1,44 MB (manueel)                       | 3,5 inch, 1,44 MB (manueel)                       | 3,5 inch, 1,44 MB (manueel)                       | 3,5 inch, 1,44 MB (manueel)                       | 3,5 inch, 1,44 MB (manueel)                       |
| Opslag                      | standaard optische schijf      | 6× cd-rom (optioneel)                             | 8× cd-rom                                         | 12× cd-rom                                        | 6× cd-rom (optioneel)                             | 6× of 8× cd-rom                                   | 8× of 12× cd-rom                                  |
| Uitbreidingssleuven         | Uitbreidingssleuven            | modem, 2× Type II (1× Type III) PC Card           | modem, 2× Type II (1× Type III) PC Card           | modem, 2× Type II (1× Type III) PC Card           | modem, 2× Type II (1× Type III) PC Card           | modem, 2× Type II (1× Type III) PC Card           | modem, 2× Type II (1× Type III) PC Card           |
| Ondersteunde systeemversies | Ondersteunde systeemversies    | 7.5.3, 7.6 - 9.1                                  | 7.6.1 - 9.1                                       | 8.0 - 9.1                                         | 7.5.3, 7.6 - 9.1                                  | 7.5.3, 7.6 - 9.1                                  | 7.6.1 - 9.1                                       |
| Afmetingen (h×b×d)          | Afmetingen (h×b×d)             | 5,4 × 29,2 × 22,9 cm                              | 5,4 × 29,2 × 22,9 cm                              | 5,4 × 29,2 × 22,9 cm                              | 5,4 × 29,2 × 22,9 cm                              | 5,4 × 29,2 × 22,9 cm                              | 5,4 × 29,2 × 22,9 cm                              |
| Gewicht                     | Gewicht                        | 3,0 kg                                            | 3,0 kg                                            | 3,0 kg                                            | 2,9 kg                                            | 2,9 kg                                            | 2,9 kg                                            |
| Jaartal                     | Jaartal                        | 11/1996 tot 07/1997                               | 07/1997 tot 12/1997                               | 12/1997 tot 05/1998                               | 11/1996 tot 07/1997                               | 07/1997 tot 12/1997                               | 12/1997 tot 05/1998                               |

## Problemen
Er waren verschillende problemen met de PowerBook 1400. Net als alle andere PowerBooks vóór de PowerBook G4 is de schijfcontroller die in de 1400 werd gebruikt niet compatibel met ATA-6 harde schijven. Er kunnen ook compatibiliteitsproblemen optreden bij harde schijven groter dan 8,2 GB. Dit kan opgelost worden door de opstartschijf te partitioneren naar minder dan 8,2 GB of door Mac OS 8.6 of hoger te gebruiken.
Bovendien kon de 1400, in tegenstelling tot alle PowerBooks die erna kwamen, niet opstarten vanaf een cd-rom door de C-toets ingedrukt te houden tijdens het opstarten van de machine. De enige oplossing bestond erin om de cd-rom te selecteren als opstartschijf vooraleer het systeem opnieuw op te starten, of de toetsen ⌘ Cmd-⌥ Opt-⇧ Shift-Delete in te drukken.
Het 117 MHz-model beschikte niet over een level2-cache.
Uit productie: 1984: Macintosh 128K, Macintosh 512K · 1985: Macintosh XL · 1986: Macintosh Plus · 1987: Macintosh II, Macintosh SE · 1988: Macintosh IIx · 1989: Macintosh SE/30, Macintosh IIcx, Macintosh IIci, Macintosh Portable · 1990: Macintosh IIfx, Macintosh Classic, Macintosh IIsi, Macintosh LC serie · 1991: Macintosh Quadra 700, Macintosh Quadra 900, Apple PowerBook · Macintosh Classic II · 1992: Macintosh IIvx, Macintosh Quadra 950, PowerBook Duo, Macintosh Performa serie · 1993: Macintosh Centris serie, Macintosh Color Classic, Macintosh TV · Apple Workgroup Server · 1994: Power Macintosh · 1997: Power Macintosh G3, PowerBook G3, Twentieth Anniversary Macintosh · 1998: iMac · 1999: iBook, Power Mac G4 · 2000: Power Mac G4 Cube · 2001: PowerBook G4 · 2002: eMac, iMac G4 · 2003: Xserve, Power Mac G5 · 2004: iMac G5 · 2005: Mac mini · 2006: MacBook · 2015: MacBook (Retina) · 2017: iMac Pro

Huidige modellen: MacBook Air, MacBook Pro, iMac, Mac mini, Mac Studio, Mac Pro